# 酒田地区広域行政組合
酒田地区広域行政組合（さかたちくこういきぎょうせいくみあい）は、山形県の酒田市・庄内町・遊佐町の1市2町で構成する一部事務組合。
2008年（平成20年）4月1日付けで統合新設された組織であり、消防部門とごみ処理などを担当する清掃部門を併せもっている。
前身はそれぞれ、酒田地区消防組合（消防業務）、酒田地区クリーン組合（清掃業務）である。

## 組合事務局所在地
- 郵便番号：〒998-0104
- 住所：山形県酒田市広栄町三丁目133

## 沿革（消防本部）
- 1973年(昭和48年)4月1日 - 酒田地区消防組合を設立し、本部、消防署、西分署の体制で業務を開始する。
- 1973年(昭和48年)12月9日 - 余目分署及び遊佐分署を開設する。
- 1974年(昭和49年)9月25日 - 本部・消防署庁舎移転し、業務を開始する。
- 1974年(昭和49年)12月12日 - 立川出張所、八幡出張所、松山出張所、平田出張所を開設する。
- 1976年(昭和51年)10月29日 - 酒田大火が発生し、消火活動に多大な貢献を果たした。その際、殉職者1名（消防長）を出す。
- 1978年(昭和53年)10月11日 - 東分署を開設する。
- 1981年(昭和56年)4月1日 - 西分署を大浜一丁目に移転し西支署に改称する。
- 1988年(昭和63年)4月1日 - 東分署を東出張所に改称する。
- 1991年(平成3年)4月1日 - 消防署の機構改革を行い、消防署、西支署、余目分署、遊佐分署、東出張所、立川出張所、八幡出張所、松山出張所、平田出張所の体制を消防署、西分署、東分署、余目分署、遊佐分署、立川分署、八幡分署、松山分署、平田分署の体制に改める。
- 2001年(平成13年)12月12日 - 救急救命士が当時医師にしか認められていなかった気管挿管を恒常的に行っていたことが判明。過去7年間で142件の挿管を行っていた。「違反」ではあったが救える命を救うための現場におけるぎりぎりの判断があった。その後、救命士へ挿管を認めるよう議論が高まった。
- 2005年(平成17年)12月25日 - JR羽越本線脱線事故が発生し、暴風雪の中不眠不休で救助活動に当る。日頃から地元医療機関と連携を密にしていたため非常に円滑に救助活動を行う。
- 2007年(平成19年)5月25日 - 大規模災害時の連絡に使用するため、消防本部と酒田地区医師会を結ぶ一般加入電話を通信司令室に設置。JR羽越本線脱線事故を受けての設置で、医師会や医療機関の連絡強化が目的。番号は非公開。
- 2008年(平成20年)4月1日 - 「酒田地区消防組合」と「酒田地区クリーン組合」が統合され、「酒田地区広域行政組合」が誕生する。
- 2009年(平成21年)4月1日 - 消防本部及び通信指令室を酒田市飛鳥字契約場30（酒田市平田総合支所内）に移転する。また、平田分署も新築併設し移転する。

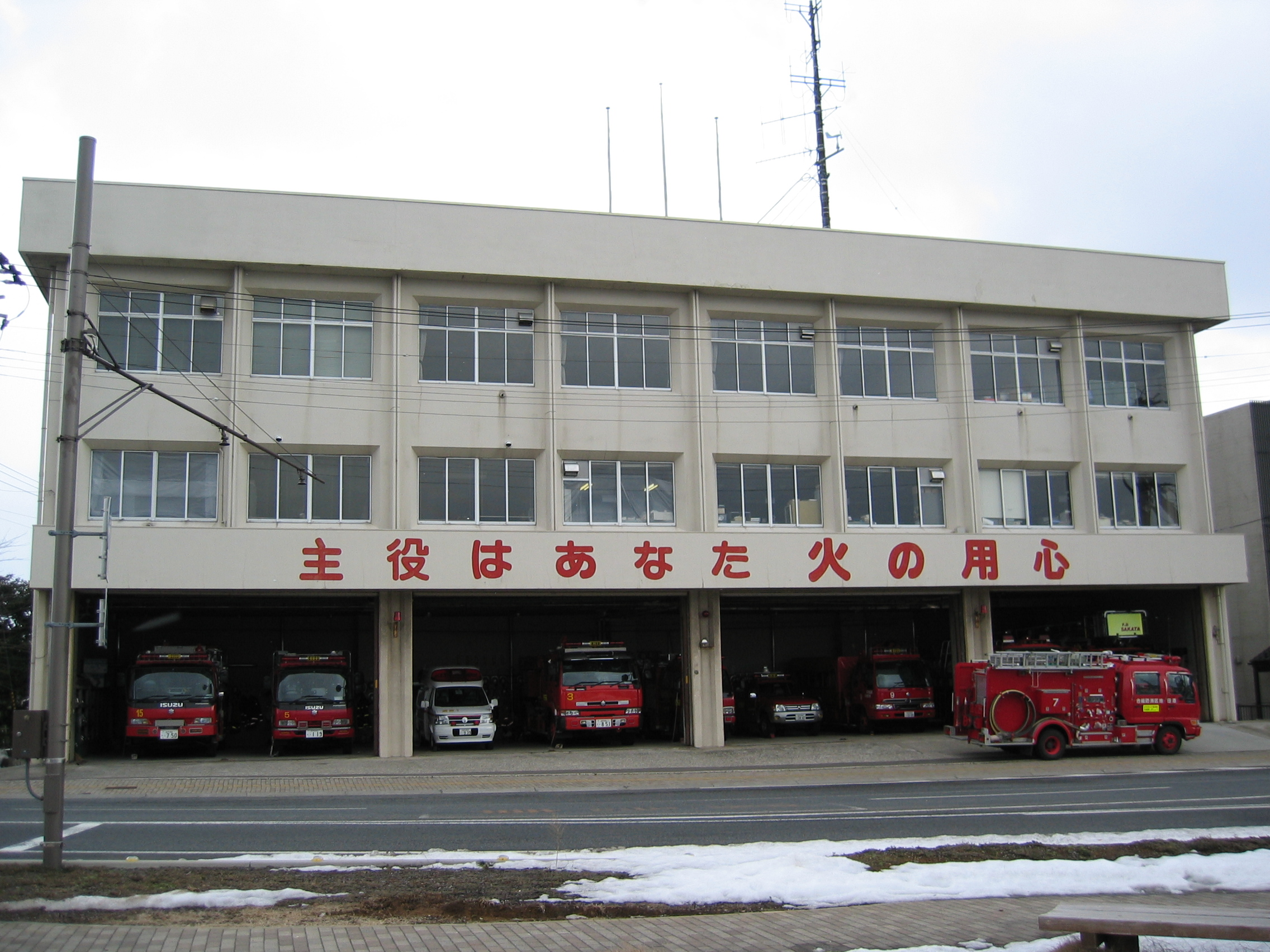
消防署旧庁舎

- 2011年(平成23年)4月1日 - 酒田救急ワークステーションを日本海総合病院内に開設する。
- 2013年(平成25年)3月8日 - 八幡分署を新築移転する。
- 2013年(平成25年)3月11日 - 松山分署を新築移転する。
- 2015年(平成27年)3月30日 - 余目分署を新築移転する。
- 2016年(平成28年)3月10日 - 立川分署を新築移転する。
- 2017年(平成29年)4月1日 - 消防署を酒田市千石町1丁目12番地1号から酒田市船場町1丁目1番36号に新築移転する。
- 2018年(平成30年)3月30日 - 遊佐分署を改築する。
- 2021年（令和3年）11月25日 - 消防本部及び消防署を酒田市大町字上割43番地の1の現在地に新築移転する。東分署は消防署に統合し、西分署は船場町の消防署に移転し、みなと分署に名称を変更。

### 統合の経緯

#### 概要
2008年4月1日付けで、酒田地区消防組合と酒田地区クリーン組合は統合され、酒田地区広域行政組合が設立された。この統合により、重複する総務部門をひとつにして行政組織の簡素化をはかり、効率的・効果的な運営が期待される一方、市議会では「仕事の内容が違うクリーン組合（ごみの清掃処理担当）を、消防組合に編入統合することには無理がある。」「職員の削減が負担増につながるのではと危惧する。」「公の仕事に何でも効率というのは馴染まない」という意見も出された。

#### 統合の内容
- 統合の方式
  - クリーン組合が解散し、消防組合にその事業を継承させる編入統合方式。
- 統合された日
  - 2008年（平成20年）4月1日
- 統合後の組織の名称
  - 酒田地区広域行政組合
- 事務局所在地
  - 山形県酒田市千石町1丁目12番地1号（当時）

#### 統合後の行政サービス
編入統合後もこれまでどおり、消防署の消防・救急体制や家庭ごみ・廃棄物処理等の受付について変更はない。

### 消防本部機能移転の経緯

#### 概要
それまで消防本部と消防署が所在していた酒田市千石町1丁目の庁舎は1974年（昭和49年）に完成したものであり、老朽化が進行していた。それに加え、119番通報を受ける通信指令台が古い型のものであり更新が望まれていた。
そこで2009年4月より、酒田地区の消防本部機能を酒田市平田総合支所内に移転したものである。なお、実際に通報に応じる出動隊は現庁舎に残るため、消防活動に変更はない。
しかし2014年5月29日、酒田市側は消防署庁舎の耐震性が低いことと、津波浸水想定区域にあることを理由に庁舎を移転し、本部機能も新庁舎に再移設する方針を酒田市議会で報告した。

#### 事業費
移転に関する事業費であるが、新庁舎を移転改築した場合30～35億円ほどの経費が必要になるという。今回の移転計画では、平田総合支所内の改修、最新式の高機能消防指令センター設備の導入および平田分署の車庫を平田総合支所庁舎に増築する内容で、事業費は約6億円となっている。新築で対応した場合と比べ大幅な事業費の圧縮が図られている。

#### まとめ
移転先
- 酒田市平田総合支所内（鉄筋コンクリート3階建て・延べ床面積：約3,500m2）

移転した機能
- 消防本部の総務課・予防課・警防課、および消防署通信指令課。

移転に伴う出動体制
- 火事や救急の通報に直接応じる出動部隊は現庁舎（千石町1丁目）に残るため、管轄区域で人口が集中している旧酒田市内の消防救急に著しい空白は生じないものと見られる。

その他事項
- 消防車両などを5台駐車できる車庫を増設。
- 1階には平田分署のスペースなど。
- 2階には消防本部の各課を置く。
- 3階には通信指令室および組合議会を開く会議室。
- 08年度内に工事発注、試験運用を行ったうえで2009年4月より運用開始。

なお、旧消防本署跡地に関しては2012年春に酒田市が山形県から土地と建物を取得した山形県立酒田商業高等学校跡地とともに一体的に整備される予定で、旧消防本署跡地には居住と交流拠点の機能を整備する構想がある。2023年には跡地に移住者向け集合住宅と交流施設からなる新拠点「TOCHiTO」が開業した。

## 組織
※以下、右にある[表示]をクリックすると一覧表示される。

## 主力機械

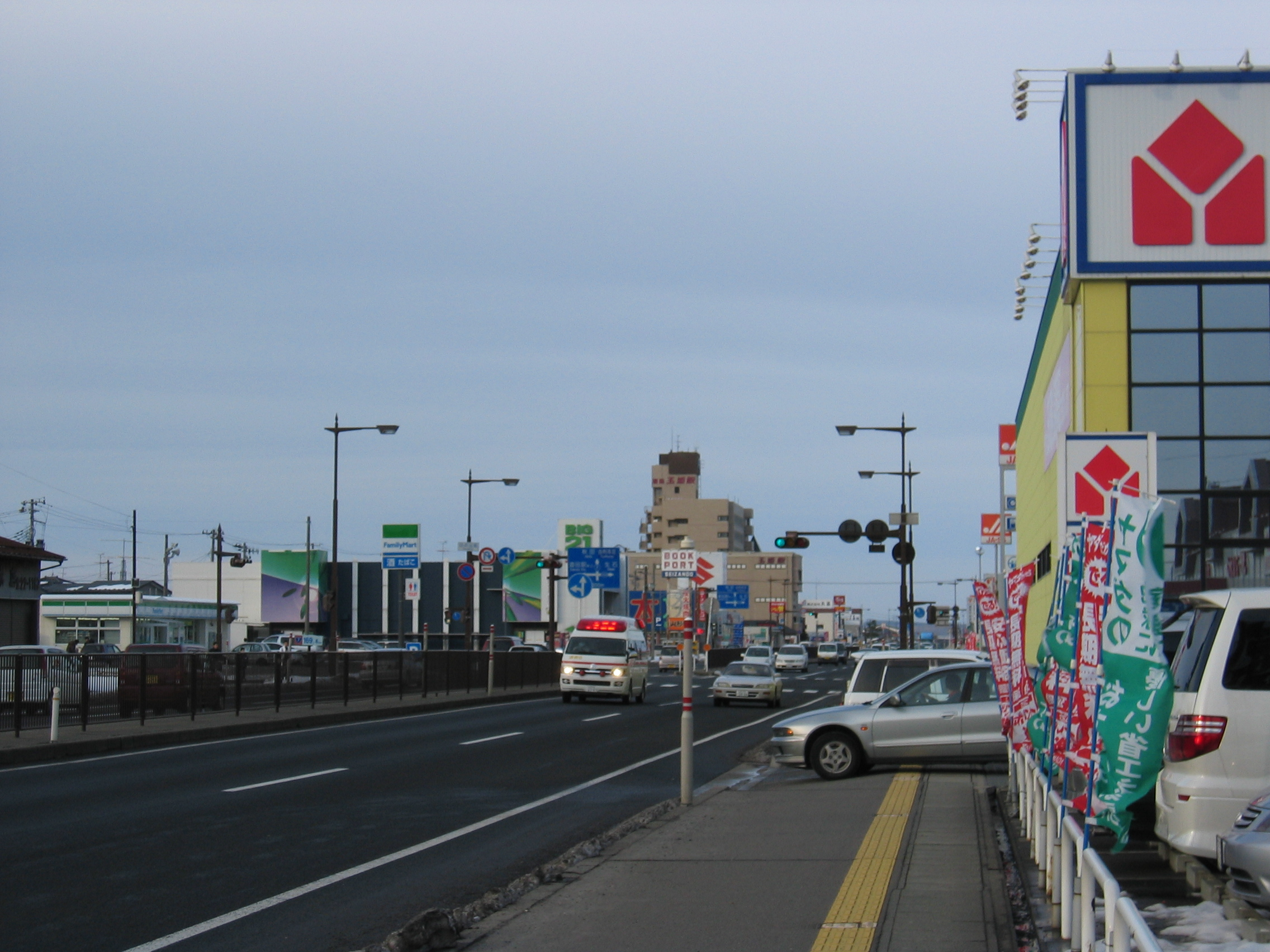
赤色回転灯とヘッドライトを点灯し国道7号線を緊急走行する酒田地区消防組合（当時）の救急車 2008年02月03日撮影

令和2年4月1日現在
- 普通消防ポンプ車：9
- 水槽付ポンプ車：3台
- 小型動力ポンプ付水槽車：1
- 化学消防車:3台[4]
- 泡原液搬送車：1
- 救助工作車：1台
- はしご車：1台
- 高規格救急車：12台
- 支援車：1台（緊急消防援助隊用）
- 資機材搬送・多目的消防車：1
- 火災原因調査車：1
- 指揮車：1
- 広報車：13

## 消防署
| 消防署                                    | 住所                            | 分署 |
| ----------------------------------------- | ------------------------------- | --- |
| 酒田地区広域行政組合消防署 （酒田消防署） | 山形県酒田市大町字上割43番地の1 | みなと分署：山形県酒田市船場町一丁目1番36号 南分署：山形県酒田市飯森山3丁目1番地42号 八幡分署：山形県酒田市観音寺字町後52-1 松山分署：山形県酒田市山田25-1 平田分署：山形県酒田市飛鳥字契約場42-2 立川分署：山形県東田川郡庄内町狩川字大釜11-1 余目分署：山形県東田川郡庄内町余目字町111-1 遊佐分署：山形県飽海郡遊佐町吉出字境田6-1 |

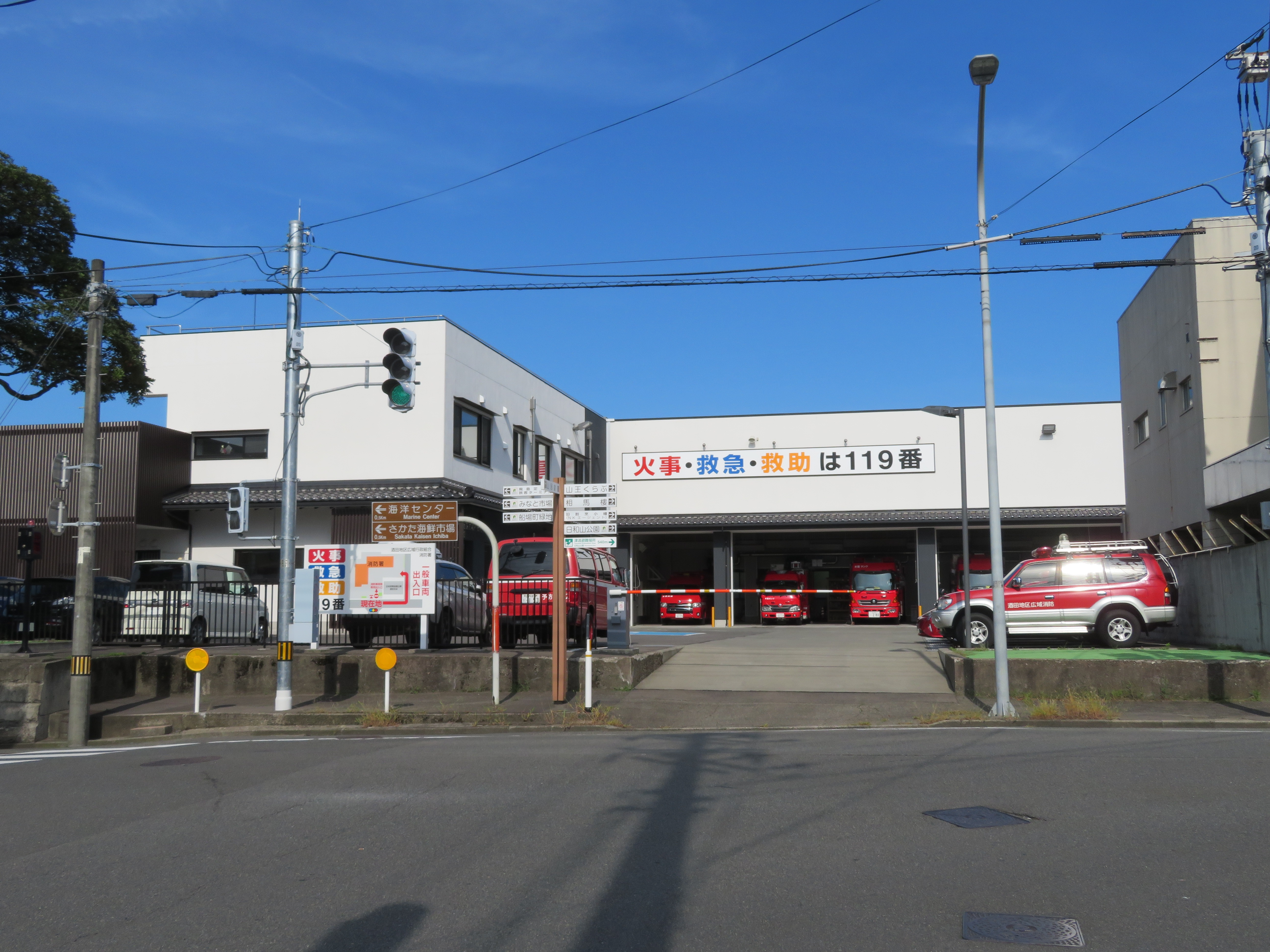
みなと分署
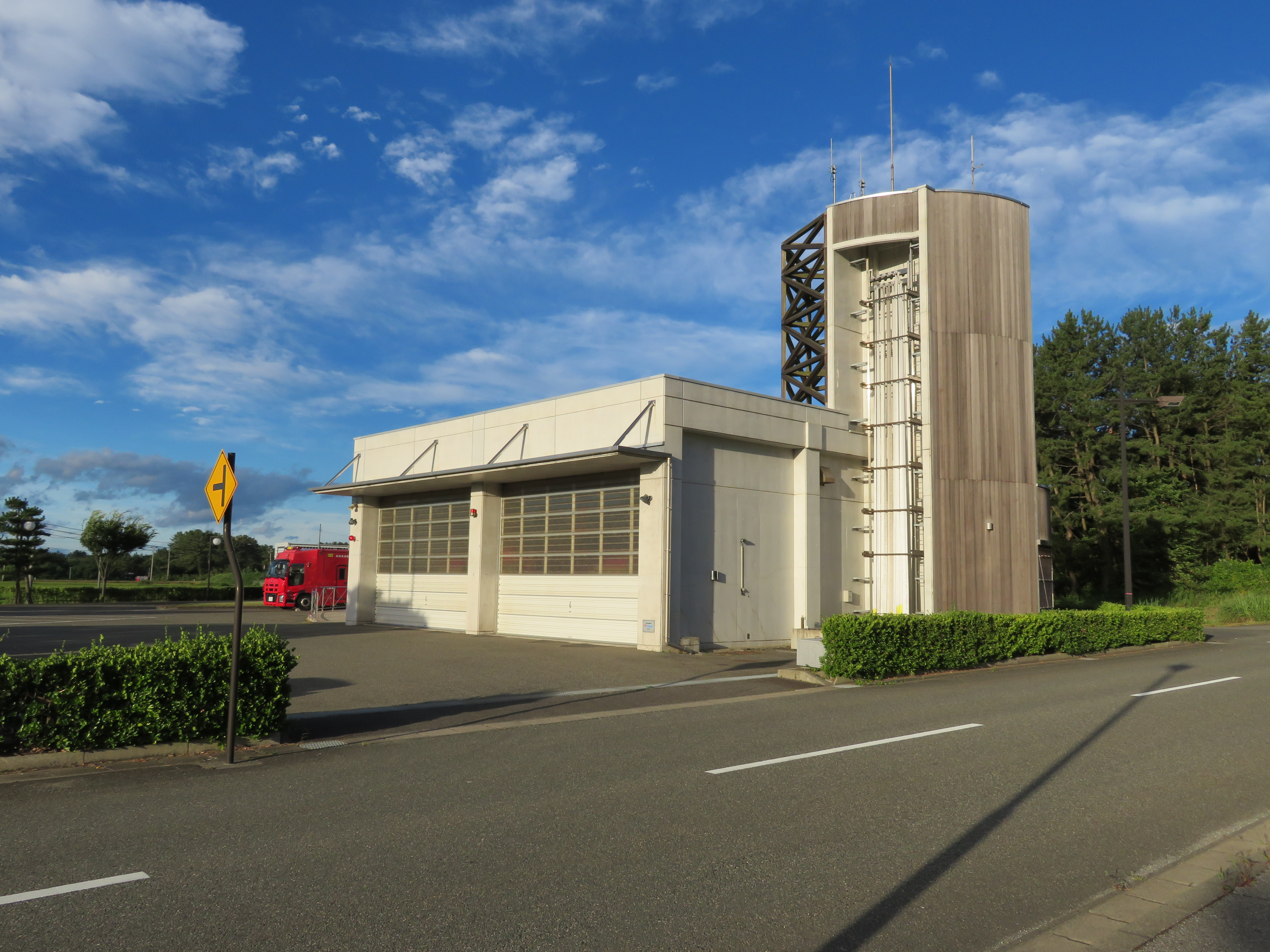
南分署
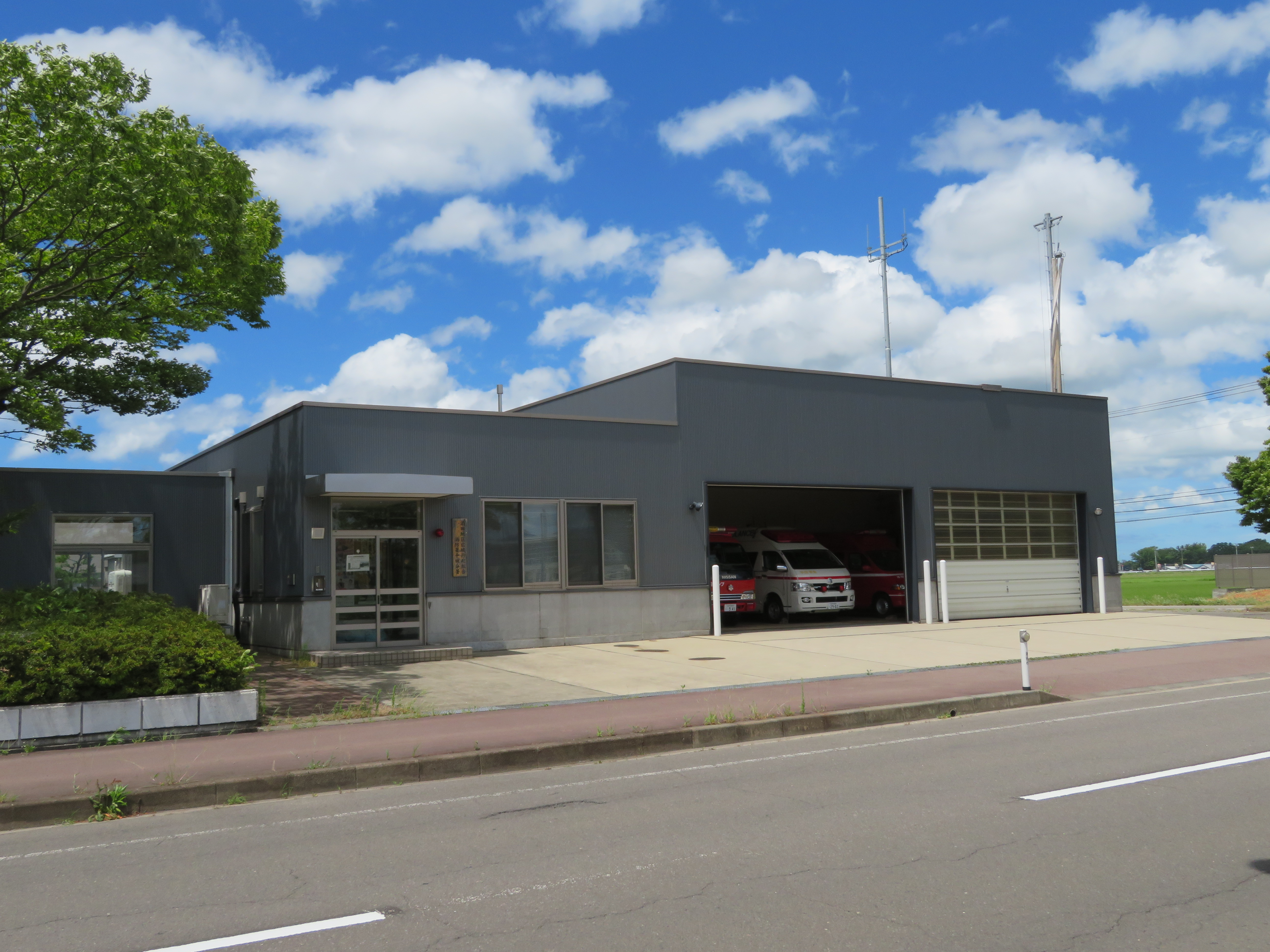
平田分署
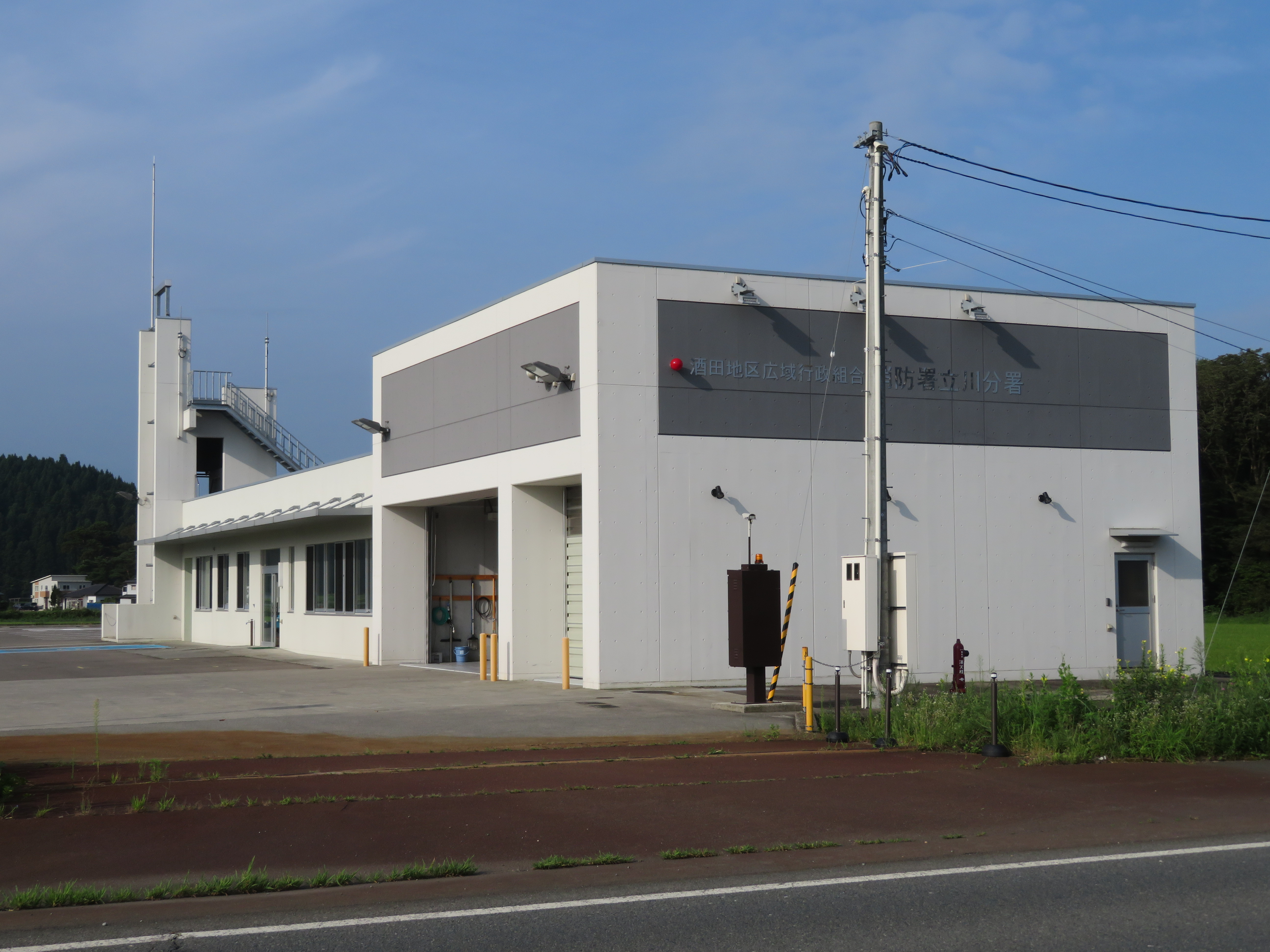
立川分署
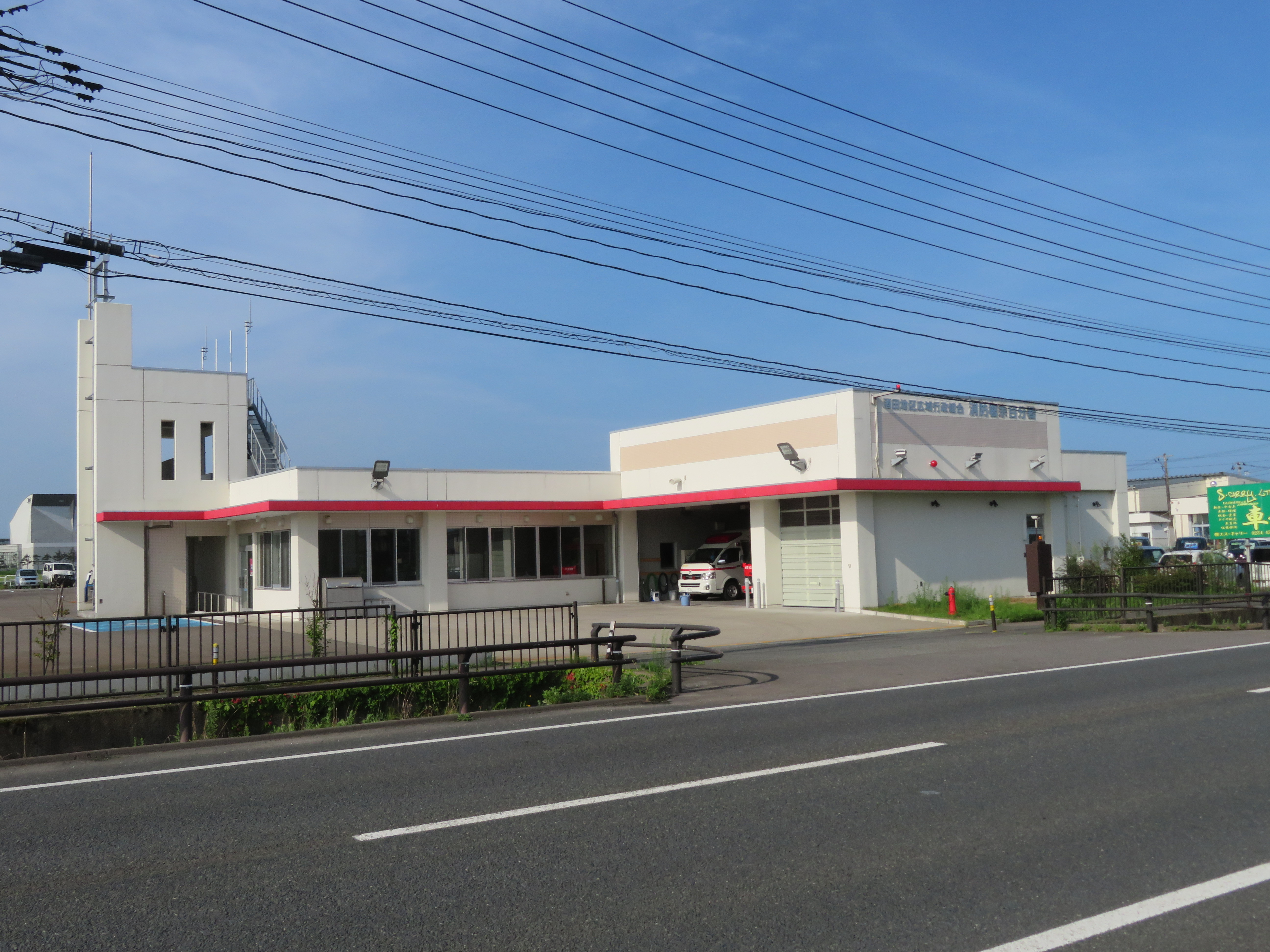
余目分署

## 参考
- 酒田地区広域行政組合消防本部消防年報-令和2年版-